# Travelers Building
Le Travelers Building appelé aussi '388 Greenwich Street'  et 'Shearson Lehman Plaza' est un gratte-ciel de bureaux construit à New York en 1988 dans l'ile de Manhattan dans le quartier de TriBeCa. L'architecte est l'agence Kohn Pedersen Fox.